# Piper-Islands-Nationalpark
Der Piper-Islands-Nationalpark (CYPAL) (engl.: Piper Islands National Park (CYPAL)) ist ein Nationalpark im Nordosten australischen Bundesstaates Queensland. Er liegt 1.977 Kilometer nordöstlich von Brisbane und 160 Kilometer nordöstlich von Weipa in der Temple Bay vor der Ostseite der Kap-York-Halbinsel.
Er wird von den örtlichen Aborigines zusammen mit der Nationalparkverwaltung von Queensland unter dem Status Cape York Peninsula Aboriginal Land (CYPAL) verwaltet.
In der Nachbarschaft liegen die Nationalparks Sir Charles Hardy Group, Forbes Islands, Mitirinchi Island, Ma’alpiku Island und Kutini Payamu.

## Inseln
- Baird Island (1 ha) – Koralleninsel mit Mangroven (dominiert von Rhizophora stylosa und Avicennia marina) deren Baumkronen 5 Meter erreichen.[4]
- Beesley Island (2,4 ha) – Koralleninsel mit Gräsern und Kräutern, auf demselben Riff wie Baird Island.[4]
- Farmer Island (7 ha) – Koralleninsel mit Gräsern und Büschen am Strand und einem bewaldeten Inneren, das von Pisonia grandis mit einer Höhe von bis zu 4 Meter dominiert wird.[4]
- Fisher Island (3 ha) – Koralleninsel mit Gebüsch und Mangroven, auf demselben Riff wie Fisher Island[4]
- Kay Islet.[6]

## Vögel
Die Inseln wurden von BirdLife International zur Important Bird Area (IBA) erklärt, weil sie über 1 % des Weltvorkommens der Zweifarben-Fruchttauben (mit bis zu 4.000 Nestern) und der Weißkopfnoddis (Anous minutus, einer Art aus der Familie der Seeschwalben, mit bis zu 7.500 Nestern) beherbergen.

## Einrichtungen
Es gibt keine Wege oder sonstige Einrichtungen für Touristen auf den Inseln. Das Zelten ist nicht gestattet. Auf der grasigen Seite von Farmer Island befindet sich eine Grabstätte der Aborigines von Stamme der Kuuku Ya'u. Von dieser Grabstätte ist respektvoller Abstand zu halten.

## Zufahrt
Die Inseln können nur mit privaten oder Charterbooten erreicht werden. Nächstgelegene Anlegestelle ist das 60 Kilometer südlich gelegene Lockhart River. Da die Inseln auf Plattformriffen liegen, kann man dort nur unter Schwierigkeiten mit einem Boot anlegen. Nur Farmer Island bietet einen Ankerplatz für Schiffe und ist daher auch die meistbesuchte Insel der Gruppe.